# Слівін
Слівін (пол. Śliwin, нім. Schleffin) — село в Польщі, у гміні Реваль Ґрифицького повіту Західнопоморського воєводства.
Населення — 242 особи (2011).
У 1975-1998 роках село належало до Щецинського воєводства.

## Демографія
Демографічна структура станом на 31 березня 2011 року:
|          | Загалом | Допрацездатний вік | Працездатний вік | Постпрацездатний вік |
| -------- | ------- | ------------------ | ---------------- | -------------------- |
| Чоловіки | 119     | 28                 | 85               | 6                    |
| Жінки    | 123     | 28                 | 72               | 23                   |
| Разом    | 242     | 56                 | 157              | 29                   |